# Escaflowne : Une fille sur Gaïa
Escaflowne : Une fille sur Gaïa (エスカフローネ, Esukafurōne) est un film d'animation japonais de Shoji Kawamori et de Kazuki Akane sorti au Japon en 2000. Ce film sort en DVD le 29 juin 2006. C'est une adaptation de la série d'animation Vision d'Escaflowne. Il relate avec une ambiance plus sombre une histoire différente de celle de la série. Le design a également changé avec l'abandon du style shōjo.

## Synopsis
Hitomi est une solitaire, mal dans sa peau. Consciente de faire souffrir son entourage, elle voudrait juste disparaitre. Comme un ange venu exaucer son vœu, un homme encapuchonné lui apparait et lui prédit la réalisation de son souhait. Aspirée par de l’eau apparue comme par magie, elle reprend connaissance dans un autre monde, à l’intérieur du cockpit d’Escaflowne, puissante armure du roi dragon, Van. Celui-ci est stupéfait lorsque Hitomi surgit de l’armure qu’il recherchait depuis longtemps. La prenant pour une espionne à la solde de son frère, il tente de la tuer mais est stoppé dans sa course par Allen Shezar et sa troupe qui lui rappelle la prophétie : les ailes de la déesse surgiront un jour pour l’aider. Hitomi pourrait donc être cette personne. Embarquée à bord de leur véhicule, Hitomi est enlevée au cours d’une attaque par les sbires de Folken, le frère ainé de Van. Celui-ci est envieux de Van d’avoir été nommé roi dragon à sa place et a déjà décimé toute leur famille. Il voudrait utiliser les pouvoirs d’Hitomi pour son propre compte et devenir ainsi le nouveau roi. Mais c’est sans compter sur l'amour naissant entre Hitomi et Van qui fait tout pour la sauver et pour enrayer les desseins de son frère.

## Fiche technique
- Titre : Escaflowne: Une fille sur Gaïa
- Titre original : Tsubasa No Kami
- Prod. exécutif : Ken Iyadomi, Ryohei Tsunoda, Takayuki Yoshii
- Producteurs : Masahiko Minami, Masuo Ueda, Minoru Takanashi, Toyoyuki Yokohama
- Réalisation : Kazuki Akane
- Chara. design : Nobuteru Yūki
- Mechanical design : Kimitoshi Yamane
- Dir. artistique : Junichi Higashi
- Dir. animation : Nobuteru Yūki
- Musique : Yōko Kanno, Hajime Mizoguchi
- Type : film d'animation
- Genre : aventure, heroic fantasy
- Durée : environ 100 minutes (1h40)
- Année de production : 2000
- Animation : Bones
- Produit par : Sunrise et Omega Project
- Date de sortie : 26 juin 2000 (au Japon) - août 2006 (en France)
- Film japonais
- Format : 16/9 codé en dts.
- Public : adultes et adolescents

## Distribution des voix

### Rôles principaux
|                         | Japonais        | Français         |
| ----------------------- | --------------- | ---------------- |
| Dune / Folken           | Jōji Nakata     | Jacques Albaret  |
| Hitomi Kanzaki          | Maaya Sakamoto  | Naïke Fauveau    |
| Hitomi Kanzaki (enfant) | Kurumi Mamiya   |                  |
| Van                     | Tomokazu Seki   | Olivier Jankovic |
| Van (enfant)            | Yoshiko Kamei   |                  |
| Homme-Taupe             | Chafurin        |                  |
| Mirana                  | Aki Takeda      | Bérangère Jean   |
| Merle                   | Ikue Ohtani     | Patricia Legrand |
| Dryden                  | Jūrōta Kosugi   | Yann Pichon      |
| Sora                    | Mayumi Iizuka   | Valérie Nosrée   |
| Dilandau                | Minami Takayama | Brigitte Aubry   |
| Allen Schezar           | Shinichiro Miki | Bruno Magne      |

### Rôles secondaires
- Kappei Yamaguchi : Chesta
- Kōji Tsujitani : Jajuka
- Masahiro Ogata : Katz
- Ginzou Matsuo : Kio
- Takashi Matsuyama : Nukushi
- Masato Yamauchi : Orm
- Nobuyuki Hiyama : Oruto
- Takehiro Murozono : Pyle
- Yuji Ueda : Reeden
- Ginzou Matsuo : Ruhm
- Kensuke Kawano : Ryuon
- Toshihiko Nakajima : Teo
- Tesshou Genda : le père de Van
- Mayumi Iizuka : Yukari Utchida
- Jun Tanaka : un enfant du village
- Sayuri Otsuka : un enfant du village
- Eiji Maruyama : une femme
- Naoko Kyoda : une femme
- Kenji Nomura : un soldat
- Masashi Kimura : un soldat